# Dělostřelecká tvrz

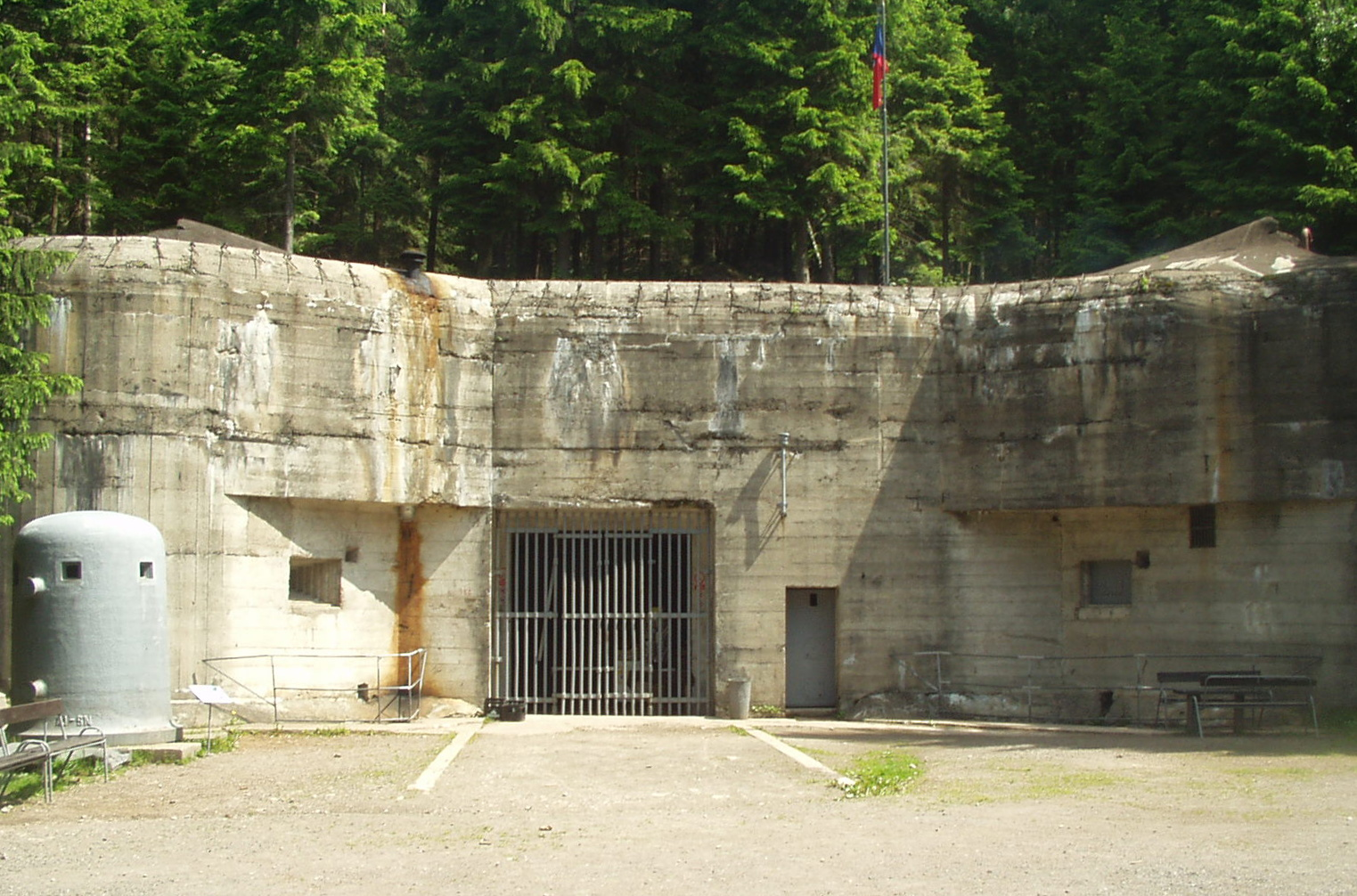
Vchodový objekt K-S 22a Krok na tvrzi Bouda

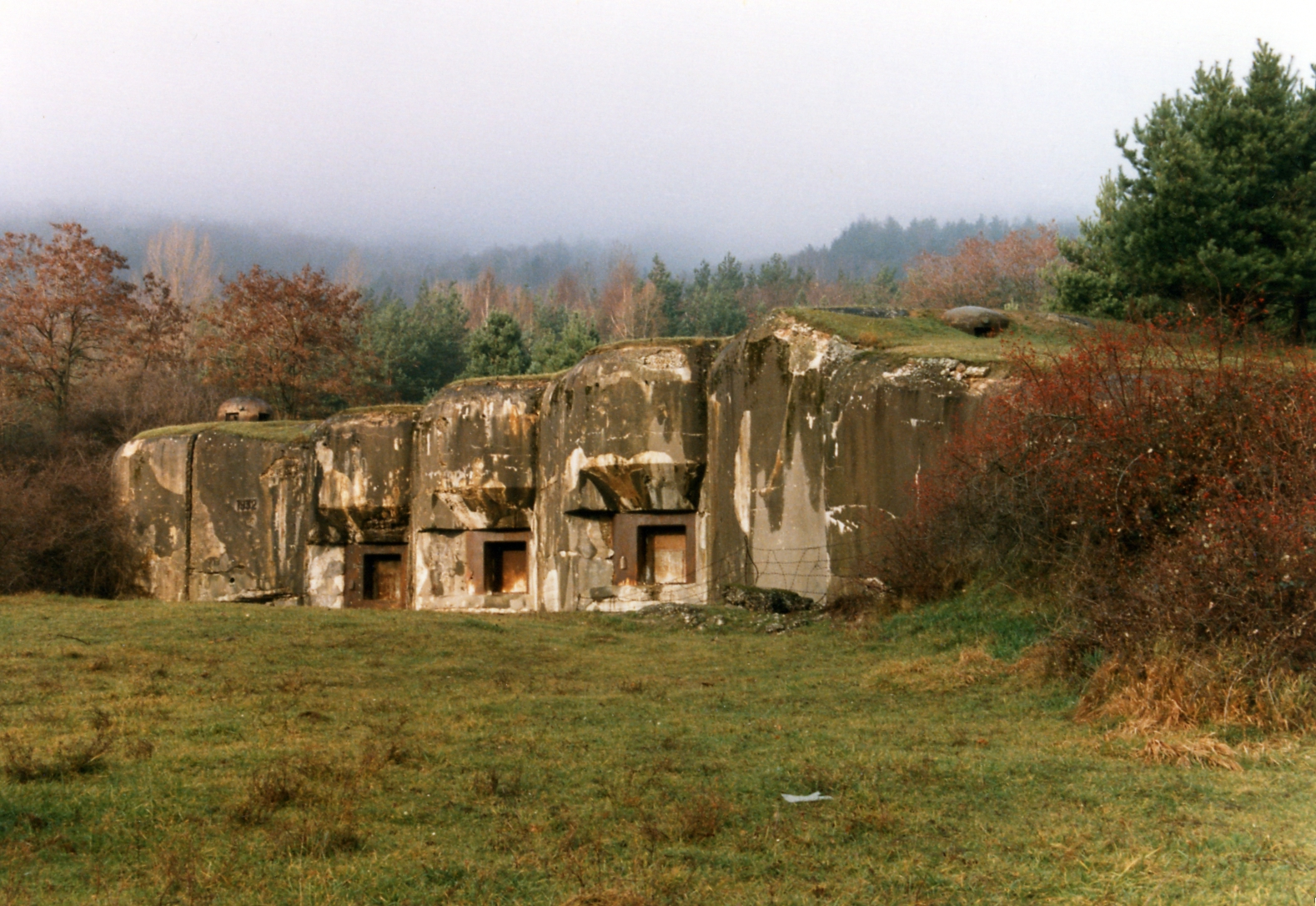
Dělostřelecký srub na francouzské Maginotově linii

Dělostřelecká tvrz je československý termín pro nejmohutnější a nejnákladnější součást předválečného opevnění. Stavebně jde o několik objektů těžkého opevnění, které jsou zpravidla propojeny systémem podzemních chodeb a sálů.
Koncepce československých dělostřeleckých tvrzí byla převzata z Maginotovy linie, kde se tvrze (ve francouzské terminologii ouvrage) dělí na malé (pěchotní) a velké (dělostřelecké). V československém opevnění se původně počítalo i s pěchotními tvrzemi, nakonec však byly stavěny pouze tvrze dělostřelecké. Podobně se termín tvrz nebo dělostřelecká tvrz používá i u dalších systémů opevnění, kde byly podobné objekty budovány, zejména u Rupnikovy linie, která byla přímo navrhována podle československého a francouzského vzoru, ale také u dalších systémů opevnění, jako je např. Alpský val.
Na československých dělostřeleckých tvrzích byly vybudovány nebo naplánovány tyto typy objektů:
- Vchodový objekt, sloužící jako hlavní místo pro vstup posádky do interiéru tvrze a pro její zásobování. Z tohoto důvodu byl budován v týlovém prostoru.
- Pěchotní srub, zpravidla zakomponovaný do průběžné linie hlavního obranného postavení. Na úrovni pěchotních srubů měl být zastaven postup nepřítele.
- Dělostřelecký srub byl jedním z objektů, ve kterých byla umístěna hlavní výzbroj tvrze, v tomto případě kasematní houfnice ráže 100 mm.
- Dělostřelecká otočná věž je druhým typem objektu, určeným pro umístění hlavní výzbroje. Dvojče houfnic ráže 100 mm mohlo díky umístění v otočné věži působit v úplném kruhu (360°).
- Minometná kopule byla plánována na tvrzích, v jejichž okolí se vyskytoval velmi členitý terén s četnými hluchými prostory.
- Dělostřelecká pozorovatelna byla odolným pozorovacím stanovištěm. Jeho informace byly důležité pro řízení palby. Ne všechny pozorovatelny jsou s mateřskou tvrzí propojeny podzemním systémem.

Podzemní systém spojoval kromě některých dělostřeleckých pozorovatelen všechny objekty tvrze. V podzemních prostorách se nacházelo týlové vybavení a zásoby. Pro tyto účely zde byly zřízeny mj. sklady střeliva, potravin, paliva, kuchyně, filtrovna, zásobníky vody, elektrárna vybavená dieselagregáty, nemocnice a velitelství.

## Dělostřelecké tvrze v Československu
V Československu se v různém stádiu plánování a výstavby předpokládalo 17 dělostřeleckých tvrzí. Pouze pět tvrzí se podařilo stavebně dokončit: Adam, Bouda, Hanička, Hůrka a Smolkov. Čtyři tvrze byly rozestavěny: Dobrošov, Skutina, Šibenice, Stachelberg. Další dvě tvrze, Jírová hora a Poustka, nebyly zadány žádné stavební firmě, přestože jejich výkresová dokumentace byla dokončena. Výstavba tvrzí Milotický vrch a Kronfelzov byla zrušena a nahrazena méně nákladným projektem. Tvrz Orel bývá rovněž zařazována mezi rozestavěné tvrze, došlo zde však pouze k vybudování jednoho pěchotního srubu, aby byla zajištěna celistvost hlavního obranného postavení, a další výstavba byla odložena. Projekt tvrze Bartošovice byl zrušen a nahrazen výstavbou tvrze Hanička. Další tvrzí, která měla být vybudována až po dokončení Milotického vrchu, je tvrz Gudrich. Mezi tvrze je zahrnován i plánovaný výcvikový areál Orlík, který měl kromě výcviku pevnostních jednotek sloužit v případě napadení i k obraně. Zajímavostí této tvrze je, že její objekty neměly být propojeny podzemním systémem. Největší navrženou tvrzí československého opevnění byl Stachelberg, z nějž však byl postaven pouze jediný pěchotní srub; zbylé objekty a podzemí zůstaly v různém stádiu rozestavěnosti. Nejmenší tvrzí je Bouda.